# Skałka (Beskid Śląski)
Skałka (1020 m n.p.m.), też Jaworzyna – niewybitne wzniesienie w masywie Baraniej Góry w Beskidzie Śląskim, w niezbyt wyraźnym w tej części grzbiecie, opadającym od zwornikowego Wierchu Wisełki w kierunku południowo-wschodnim, nad dolinę Bystrej (Kamesznickiego Potoku).
Skałka znajduje się w granicach wsi Kamesznica w województwie śląskim, w powiecie żywieckim, w gminie Milówka. Jej zachodnie, porośnięte lasem stoki opadają do potoku Janoszka, wschodnie do potoku Raztoka. Stoki wschodnie są wskutek wiatrołomów i wyrębu bezleśne. W kierunku południowo-wschodnim od Skałki opada długi grzbiet z wzniesieniami Wojtasowa Grapa i Motykowa Grapa. Część tego grzbietu na odcinku pomiędzy dwoma charakterystycznymi spłaszczeniami z punktami wysokościowymi 1020 i 931 m n.p.m. nazywana jest Jaworzyną a nazwa ta pochodzi od jaworów, które rosły tu dawniej w znaczniejszej ilości. Z wyższego spłaszczenia, objętego dawniej wyrębem (obecnie już zalesionym) roztaczał się widok w kierunku południowym, na otoczenie doliny Bystrej i całe pasmo Worka Raczańskiego w Beskidzie Żywieckim. Wzdłuż grzbietu Jaworzyny znajduje się kilka ukrytych w lesie, zbudowanych z piaskowców istebniańskich wychodni skalnych (stąd nazwa szczytu Skałka).